# Gregoriana Amsterdam
Gregoriana Amsterdam is een vocaal ensemble dat zich heeft gespecialiseerd in de reconstructie en uitvoering van het gregoriaans uit tiende-eeuwse bronnen. Gregoriana is een initiatief van Reinier van der Lof en staat vanaf de oprichting in 2002 onder leiding van Geert Maessen. Sinds 2006 heeft Gregoriana ook een vrouwelijke tak, ook wel Virga genoemd. Thuisbasis van Gregoriana is de Amsterdamse kerk De Papegaai waar zij elke eerste en derde zaterdag van de maand om 16:00 uur Vespers zingt. Ook zingt zij daar elke eerste zondag van de maand om 10:30 de Mis. Tot september 2019 was Gregoriana's thuisbasis de Obrechtkerk.

## Notatie en repertoire
Gregoriana zingt bij voorkeur van de zogenoemde Fluxus-notatie, een muziekschrift waarin de oudste, tiende-eeuwse notatie op lijnen wordt geplaatst. In tegenstelling tot meer gangbare notaties blijven in de Fluxus-notatie alle nuances (voor ritme, stijl en versieringen) op een vanzelfsprekende manier leesbaar.
Gregoriana is vooral gefascineerd door die delen van het repertoire die slechts zelden worden uitgevoerd, maar niettemin als constitutief voor het repertoire kunnen worden beschouwd: de grote responsories van het nachtgebed en de offertoria met verzen. Er zijn ruim 2000 responsories bewaard waarin op voorbeeldige wijze de gregoriaanse compositietechnieken tot uiting komen. In de ruim 100 tiende-eeuwse offertoria met verzen zijn de meest virtuoze delen van het gregoriaans te vinden, wat o.a. tot uiting komt in de langste melisma's, de grootste ambitus en de meeste tekstherhalingen.
Daarnaast besteed Gregoriana vooral aandacht aan contemporaine repertoires die door de standaardisering van het gregoriaans veelal werden afgeschaft, maar waarvan sommige mogelijk veel ouder zijn en aan de basis van het gregoriaans moeten hebben gestaan, met name: Oud Romeins, Ambrosiaans (Milanees), Beneventaans, Gallicaans en Mozarabisch.
Vooral het Mozarabisch repertoire staat hoog op de prioriteitenlijst van Gregoriana. Deze traditie bestond van de zesde tot elfde eeuw op het Iberisch schiereiland en Zuid-Frankrijk, maar werd in 1085 vervangen door het gregoriaans. Ruim 5000 gezangen van deze traditie zijn bewaard in een voor ons onleesbaar muziekschrift. Gregoriana voerde tientallen Mozarabische gezangen uit die met behulp van de computer werden gereconstrueerd.

## Samenwerking, publicaties en radio
Gregoriana werkte samen met imams, chazans en andere vertegenwoordigers van verschillende religies, alsmede met musici uit verschillende muzikale tradities, zowel klassiek, geïmproviseerd als volks. Gregoriana heeft acht CD's uitgebracht, waarvan twee in samenwerking met het Egidius Kwartet. Daarnaast publiceerde Gregoriana verschillende boeken, waaronder drie over de verloren Mozarabische traditie.
Van 2010 tot 2016 verzorgde Geert Maessen voor de Concertzender een radioprogramma over het gregoriaans. Veel van deze programma's gingen over tradities die verwant zijn met het gregoriaans. Alle afleveringen daarvan zijn via internet terug te beluisteren.